# 矢田川 (兵庫県)
矢田川（やだがわ）は、兵庫県を流れる二級河川である。

## 地理
兵庫県と鳥取県の県境にある赤倉山から支川の久須部川、熊波川などを合わせながら日本海にたどり着く。
香美町射添地区では白亜紀後期の火山活動によって噴出した火砕流堆積物(矢田川流紋岩)が川沿いに分布しており侵食されにくい地質となっているため、深い矢田川渓谷を形成している。